# Keltern
Keltern – miejscowość i gmina w Niemczech, w kraju związkowym Badenia-Wirtembergia, w rejencji Karlsruhe, w regionie Nordschwarzwald, w powiecie Enz. Leży ok. 10 km na zachód od Pforzheim.
Gmina Keltern powstała z połączenia wcześniejszych gmin: Dietlingen, Ellmendingen, Weiler, Niebelsbach oraz Dietenhausen, które wówczas stały się jej dzielnicami.